# Orthos (bướm nhảy)
Orthos là một chi bướm ngày thuộc họ Bướm nâu.